# Абдаштарт (цар Арваду)
Абдаштарт (д/н — після 332 до н. е.) — цар Арваду. В античних джерелах відомий як Стратон.

## Життєпис
Син царя Гераштарта. 334 року до н. е. після початку війни з Македонією Гераштарт за наказом царя Дарія III разом з арвадськими кораблями приєднався до перського флоту, що діяв в Егейському морі. Абдаштарт був призначений намісником (суфетом) Арваду.
Після того як перська армія була в 333 році до н. е. зазнала поразки в битві при Іссі і македонське військо увійшло до Фінікії, Абдаштарт відправив послів до Олександра Македонського, визнавши його зверхність. На знак цього надіслав македонському царю золоту корону царів Арваду. Це допомогло Абдаштарту зберегти владу. також Александр оголосив його арвадським царем. Згодом Абдаштарт домігся помилування батька, що став його співцарем.
Після смерті батька Абдаштарт став панувати одноосібно. Це підтверджується монетами, на яких зображена лише монограма царя Абдаштарта. Дата смерті та його наступники невідомі.